# Ilich Ramírez Sánchez
Ilich Ramírez Sánchez (Iljič Ramirez Sánchez, známý také pod přezdívkami Carlos či Carlos Šakal) (* 12. října 1949, Caracas, Venezuela) je jeden z nejznámějších světových teroristů, původem z Venezuely, který je od roku 1994 ve výkonu doživotního trestu odnětí svobody.

## Vybrané teroristické akce
Po řadě bombových útoků získal celosvětovou proslulost v roce 1975 útokem na zasedání vrcholných představitelů OPEC ve Vídni. Podařilo se mu do Alžírska unést 11 ministrů zemí OPEC, přičemž zahynuli tři lidé. Údajně stál také za únosem francouzského dopravního letadla do ugandského Entebbe v roce 1976 a měl být zapleten i do výbuchu ve francouzském kulturním středisku v západním Berlíně v roce 1983.

## Dopadení
Po mnoha letech skrývání byl dopaden 14. srpna 1994 v súdánském Chartúmu francouzskou tajnou službou. Byl odsouzen k doživotnímu trestu odnětí svobody za vraždu dvou francouzských policistů a trest si odpykává ve vězení ve Francii.

## Pozadí
Politickým přesvědčením se hlásil k marxismu[zdroj?]. Jeho jméno Iljič mu dal jeho otec, také zanícený komunista. Jeho dva mladší bratři se jmenují Lenin a Vladimir, což je odkaz na V. I. Lenina. V záškodnických činnostech byl cvičen na Kubě, studoval v Moskvě a během své teroristické kariéry se s vědomím úřadů skrýval v Maďarsku, Rumunsku, NDR nebo v Československu. Podle MV ČR byl v ČSSR oficiálně dvakrát, koncem sedmdesátých let a krátce i v roce 1986, jiné zdroje hovoří o mnohem častějších návštěvách.